# Jakub Lewicki
Jakub Lewicki, né le 17 septembre 2005 à Białystok en Pologne, est un footballeur polonais qui joue au poste d'arrière gauche au Piast Gliwice.

## Biographie

### En club
Né à Białystok en Pologne, Jakub Lewicki est formé par le club local du Jagiellonia Białystok.
C'est avec ce club qu'il joue son premier match en professionnel, lors d'une rencontre de coupe de Pologne face au Odra Opole, le 1er septembre 2022. Il entre en jeu à la place de Bojan Nastić, et son équipe s'impose par un but à zéro.
Le 23 octobre 2022, Jakub Lewicki est titularisé lors d'un match de championnat face au Śląsk Wrocław et se fait remarquer en inscrivant son premier but en professionnel. Les deux équipes se partagent toutefois les points ce jour-là (2-2 score final),.
Le 7 septembre 2024, Jakub Lewicki rejoint le Piast Gliwice. Il signe un contrat de trois ans, soit jusqu'en juin 2027,.

### En sélection
En novembre 2021, Jakub Lewicki est convoqué pour la première fois avec l'équipe de Pologne des moins de 17 ans. Avec cette sélection il joue onze matchs entre 2021 et 2022, et marque deux buts.

## Vie privée
Jakub Lewicki est le fils de Sławomir Lewicki, ancien footballeur du Jagiellonia Białystok évoluant au poste de milieu de terrain.